# Evenus batesii
Espèce
Evenus batesii est une espèce de lépidoptères (papillons) de la famille des Lycaenidae et de la sous-famille des Theclinae.

## Dénomination
Evenus batesii a été décrit par William Chapman Hewitson en 1865, sous le nom initial de Thecla batesii.
Synonymes: Thecla teresina Hewitson, 1878; Ipocia claudia Brévignon, 2002.

### Noms vernaculaires
Evenus batesii se nomme  Bates’ Hairstreak en anglais.

## Description
Evenus batesii est un petit papillon aux antennes et aux pattes annelées de blanc et de marron, avec deux fines et longues queues à chaque aile postérieure.
Le dessus du mâle est bleu clair métallise bordé de marron avec un gros ocelle anal rouge.
Le revers est vert à vert jaune avec aux ailes postérieures une large bande postmédiane rouge soulignée de marron et de blanc.

## Écologie et distribution
Evenus batesii est présent sous forme de trois isolats au Mexique, à Panama, en Colombie, au Brésil et en Guyane,.

### Protection
Pas de statut de protection particulier.